# 胡鼎彝
胡鼎彝（1854年—1926年），字銳生、味笙，陝西省榆林縣人，清朝政治人物、進士出身。

## 生平
光緒八年，中舉；光緒十八年，登進士，同年五月，改翰林院庶吉士。光緒二十年四月，散館，授翰林院編修、國史館協修。光緒三十年，任湖北學政、編書處協修。后出任河南知府。宣統二年，署河南提學使、河南陸軍小學堂總辦。